# Movimento per la Sopravvivenza del Popolo Ogoni

La bandiera del popolo Ogoni

Il Movimento per la Sopravvivenza del Popolo Ogoni (MOSOP, Movement for the Survival of the Ogoni People) è un movimento politico fondato nel 1990 da Ken Saro-Wiwa e da altri esponenti Ogoni, un'etnia di 500.000 persone che abita il sud-est della Nigeria, nella regione del Delta del Niger.
Il movimento nacque col proposito di combattere con mezzi nonviolenti la distruzione dell'ecosistema della regione con pesanti ripercussioni sanitarie e sociali sulla popolazione, causata dall'inquinamento petrolifero prodotto dalle diverse multinazionali presenti nell'area del Delta.
A questo obiettivo si sono affiancati altre fondamentali rivendicazioni per l'autodeterminazione del popolo Ogoni, quali la rappresentanza nel controllo economico delle risorse della zona, il diritto a promuovere la cultura Ogoni, a utilizzare le lingue Ogoni e a praticare la propria religione; tali rivendicazioni furono formalizzate il 26 agosto del 1990 con la compilazione dell'Ogoni Bill of Rights.
Le tensioni con le autorità e le compagnie petrolifere portarono ad arresti arbitrari da parte della polizia e manifestazioni sempre più imponenti da parte degli Ogoni (alla maggiore, nel 1993, presero parte 300.000 manifestanti), eventi che attirarono l'attenzione delle organizzazioni internazionali per i diritti umani.
Nel 1995 le autorità processarono Ken Saro-Wiwa e altri membri del MOSOP con l'accusa di aver incitato all'omicidio di quattro Ogoni contrari alla linea politica del MOSOP. Tra le proteste dell'opinione pubblica mondiale in merito alla regolarità del processo gli imputati furono impiccati frettolosamente il 10 novembre dello stesso anno.